# سيريل فرانك كولبروك
سيريل فرانك كولبروك (بالألمانية: Cyril Frank Colebrook) (و. 1910 – 1997 م) هو فيزيائي من المملكة المتحدة . ولد في سوانزي .